# Български социалдемократи
Български социалдемократи е лявоцентристка социалдемократическа политическа партия в България. През 2016 г. партията има структури в 157 общини в България. Председател на партията е Георги Анастасов (от 2002 г. с прекъсване от 2016 до 2023 г.).
Партията се включва в коалицията Съюз на демократичните сили (СДС), а неин ръководител става Петър Дертлиев.

## История
През 1997 г. БСДП е част от Обединените демократични сили, но в края на годината ръководството на партията решава да се разграничи от дясноцентристкото правителство и да започне сближаване с Българската социалистическа партия (БСП). Това довежда до разцепление на партията на две части, оглавявани съответно от Петър Дертлиев и Йордан Нихризов. Те започват продължителен съдебен спор за правата върху името, но групата на Дертлиев е призната за член на Социалистическия интернационал.
През 1998 г. крилото на Дертлиев е оглавено от Петър Агов. През 2001 г. от него се обособява 3-та група, която приема името Българска единна социалдемократическа партия и е оглавена от Вълкана Тодорова. През 2002 г. Агов е заменен начело на партията от Георги Анастасов, който продължава спора за името БСДП, но същевременно преименува партията на „Български социалдемократи“, за да може да участва и юридически в политическия живот на страната.
„Български социалдемократи“ е сред съюзниците на БСП в рамките на „Коалиция за България“, а лидерът на партията Георги Анастасов е народен представител от 2001 г.
На 50-ия Юбилеен редовен конгрес за председател на „Български социалдемократи“ е избрана Александра Христова, а за президент на партията е избрана Светлина Йолчева.
На Консултативния съвет на Социалистическия интернационал, проведен на 11 – 12 ноември 2013 г. в Истанбул, за член на Етичната комисия, която е в състав от 15 души (само 4 от Европейския съюз) е избрана Светлина Йолчева.
На 51-ия конгрес, проведен в град София на 10 октомври 2023 година, за лидер на партията е преизбрана Александра Христова.
На 52-ия извънреден конгрес, проведен в град София на 20 май 2023 година, отново е избран Георги Анастасов, а за генерален секретар – Мария Добрева. За заместник-председатели са избрани Десислава Крумова и Валери Караджинов.
На конгреса на Социалистическия интернационал в Мадрид на 25 ноември 2023 година за член на Етичната комисия, която е в състав от 15 души (само 4 от Европейския съюз) единодушно е избрана Десислава Крумова, която е и заместник-председател на „Български социалдемократи“ по младежките политики.
На президентските избори през 2011 г. „Български социалдемократи“ са сред малките партии, подкрепили кандидата на БСП Ивайло Калфин, който е втори на първия тур, а на втория получава 1 527 383 гласа (47,44%). На проведените по същото време местни избори кандидати на партията са избрани за кметове на общините Несебър, Белоградчик и Копривщица.
„Български социалдемократи“ участва в коалиции с БСП, чиито кандидати печелят в общините Перник, Баните, Белене, Искър и Симитли, както и в коалиция с ГЕРБ и ДСБ, която печели в Лясковец.

## Ръководство
Ръководство, избрано на 50-ия юбилеен конгрес на партията през 2016 г. включва:
- Георги Анастасов – председател
- Мария Добрева – генерален секретар
- Десислава Крумова – заместник-председател
- Валери Караджинов – заместник-председател